# Schienenauszug

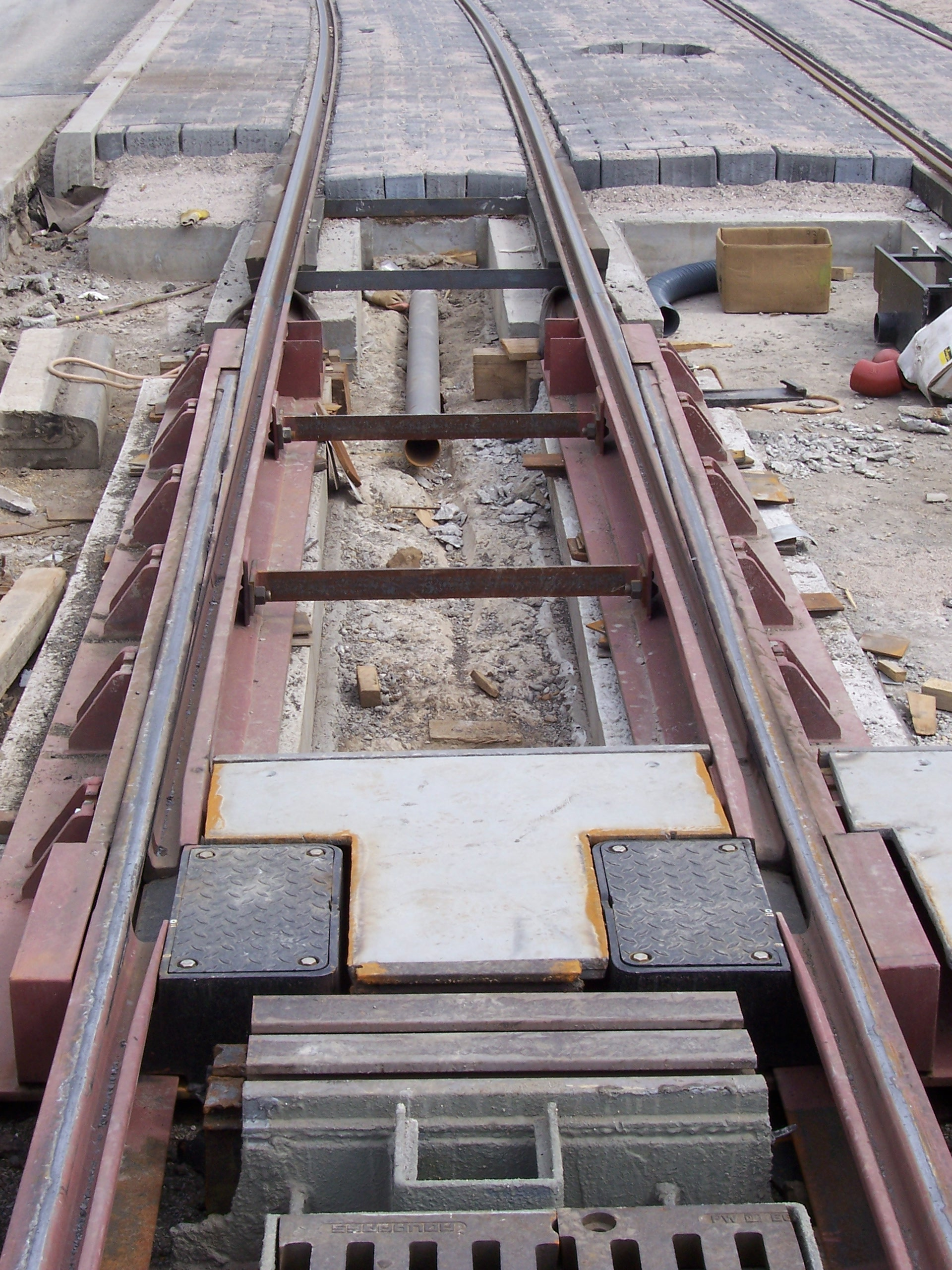
Schienenauszugsvorrichtung an einer Straßenbahnbrücke

Der Schienenauszug oder die Schienenauszugsvorrichtung ist ein Bauteil des Gleisoberbaus, das größere Schienenlängsbewegungen zulässt. 
Beim Schienenauszug sind die Schienen durch einen schrägen Schnitt in eine Backenschiene und eine innen anliegende Zungenschiene getrennt. Die Schienen sind im Überlappungsbereich durch Stützbacken formschlüssig zueinander verbunden. Je nach Bauart ist die Zunge oder die Backenschiene längsverschieblich und kann gleiten.
Schienenauszüge werden vor allem als Übergangskonstruktion bei größeren Brücken im Bereich der Bewegungsfuge eingebaut, um keine unzulässig großen Zwangskräfte in der Schiene aus den Längsverformungen des Brückenbauwerks zu erhalten. Die Längenänderungen werden vor allem durch Temperaturdehnungen, bei Stahlbetonbrücken noch zusätzlich durch Schwindverkürzungen des Betons und bei Spannbetonbrücken außerdem durch Kriechverkürzungen des Betons verursacht. Durch einen Bremsruck können bei Brücken mit beidseitigen Schienenauszügen durch die horizontale Auslenkung des Kopfes des Festpunktpfeilers bis zu 30 mm Längsverschiebungen zusätzlich auftreten.
Nach den Oberbaurichtlinien der Deutschen Bahn müssen bei einseitig längsfest gelagerten Beton- oder Verbundbrücken Schienenauszüge ab einer Bauwerkslänge von mehr als 90 Metern eingebaut werden, bei Stahlbrücken bereits ab 60 Meter Länge. 
Bei längeren Brücken kann die Dehnlänge des Überbaus am Brückenende durch die Anordnung des Festpunktes in der Brückenmitte halbiert werden. Dies erfordert dann Schienenauszüge an beiden Enden der Brücke. Das Bauwerk kann auch in mehrere Abschnitte mit jeweils einem Festpunkt durch Bewegungsfugen mit Schienenauszügen unterteilt werden, wie bei der Unstruttalbrücke.
Bei Einbau eines Steuerstabsystems Meyer/Wunstorf, das den fiktiven Festpunkt in die Brückenmitte verlegt, ist für Stahlbrücken ein Schienenauszug erst ab 120 Meter Länge erforderlich.
Die Konstruktion für einen Auszugsweg von 700 Millimetern wird als „SA-830“ bezeichnet und kann bei Stahlbrücken bis etwa 500 Meter und bei Spannbetonbrücken bis etwa 700 Meter Länge verwendet werden.

## Bildergalerie

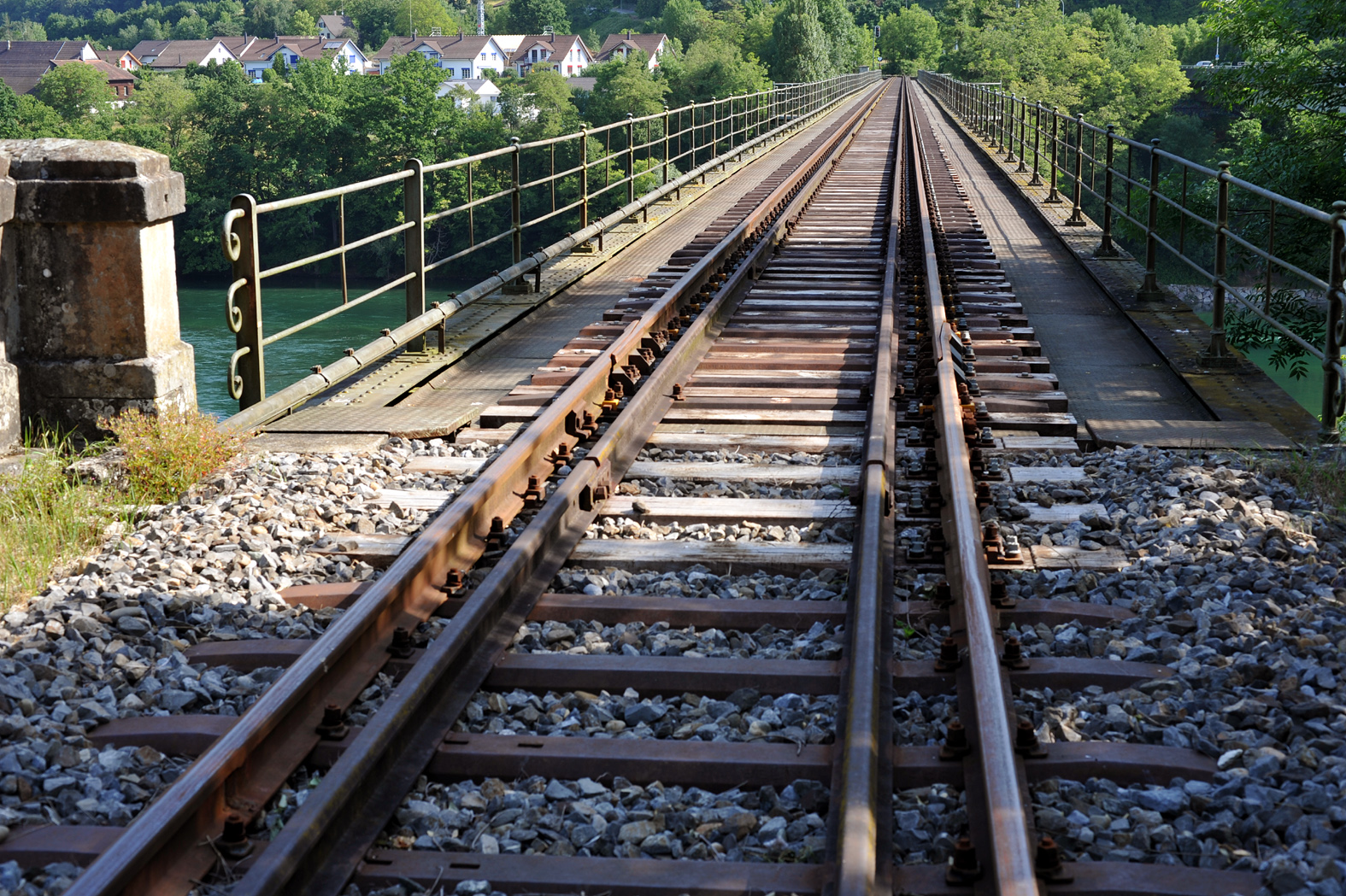
Rheinbrücke Hemishofen, Schienenauszug und Fangschienen
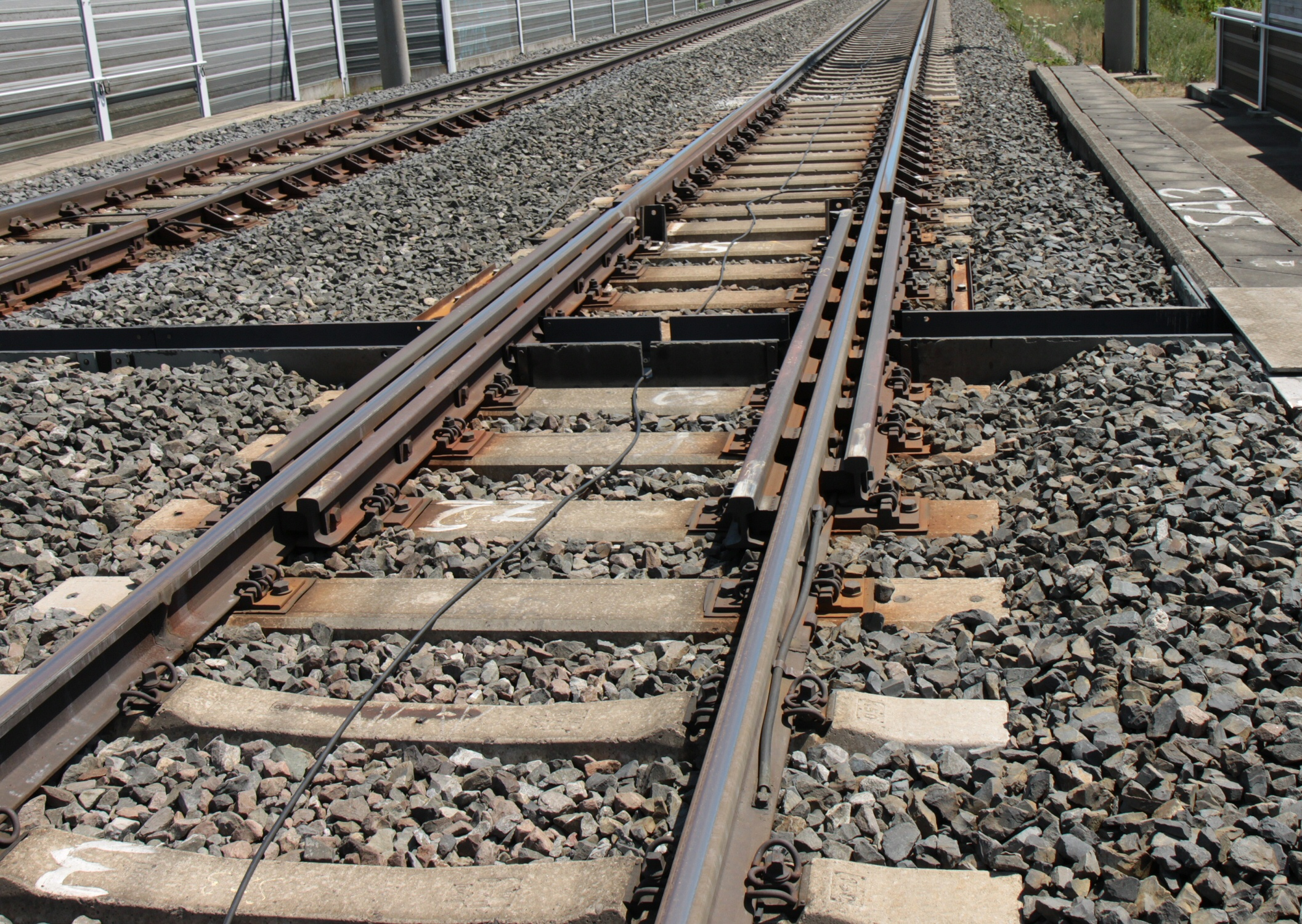
Schienenauszug an einer Eisenbahnbrücke mit LZB-Linienleiter
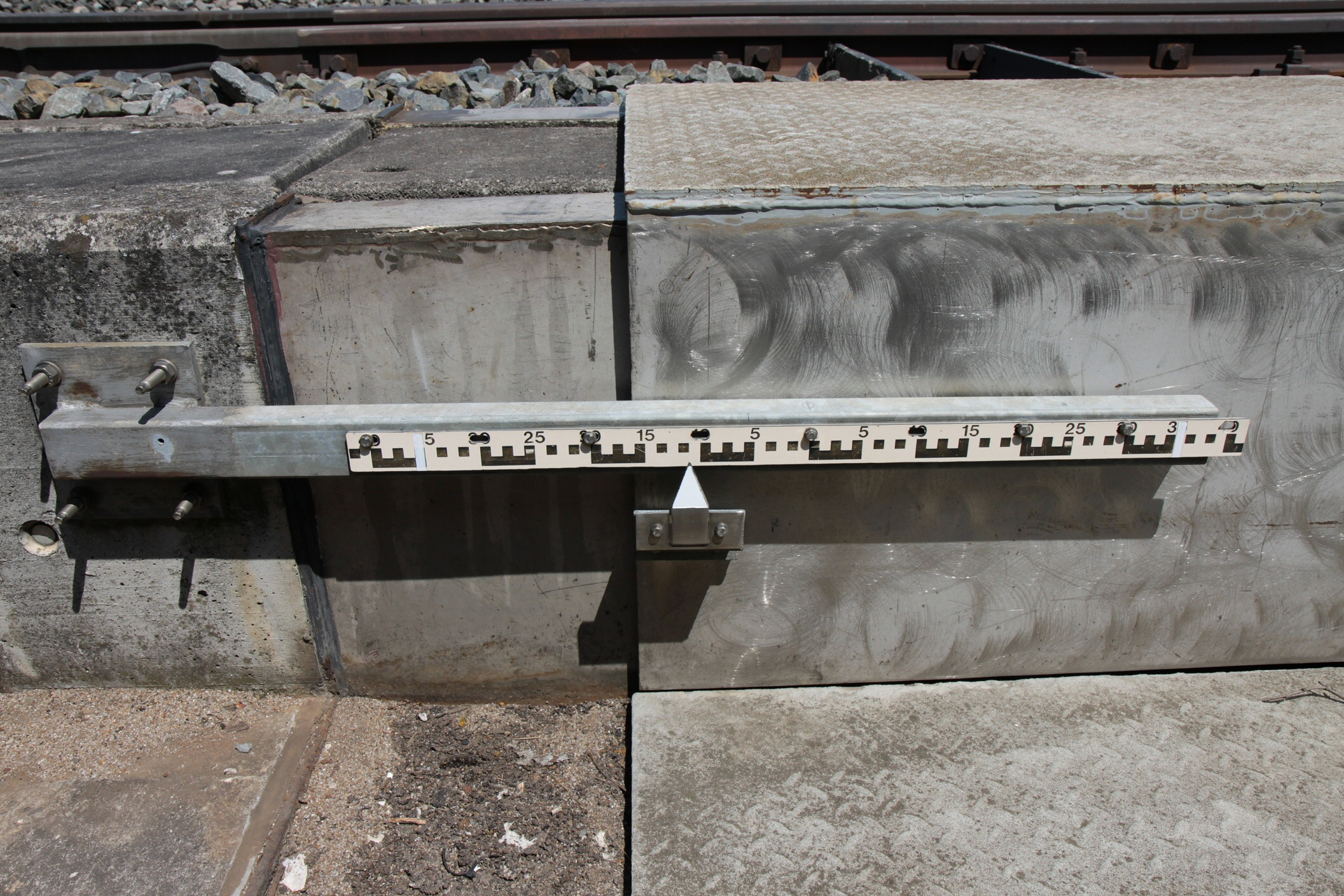
Anzeige für die Längenveränderung an einer Eisenbahnbrücke
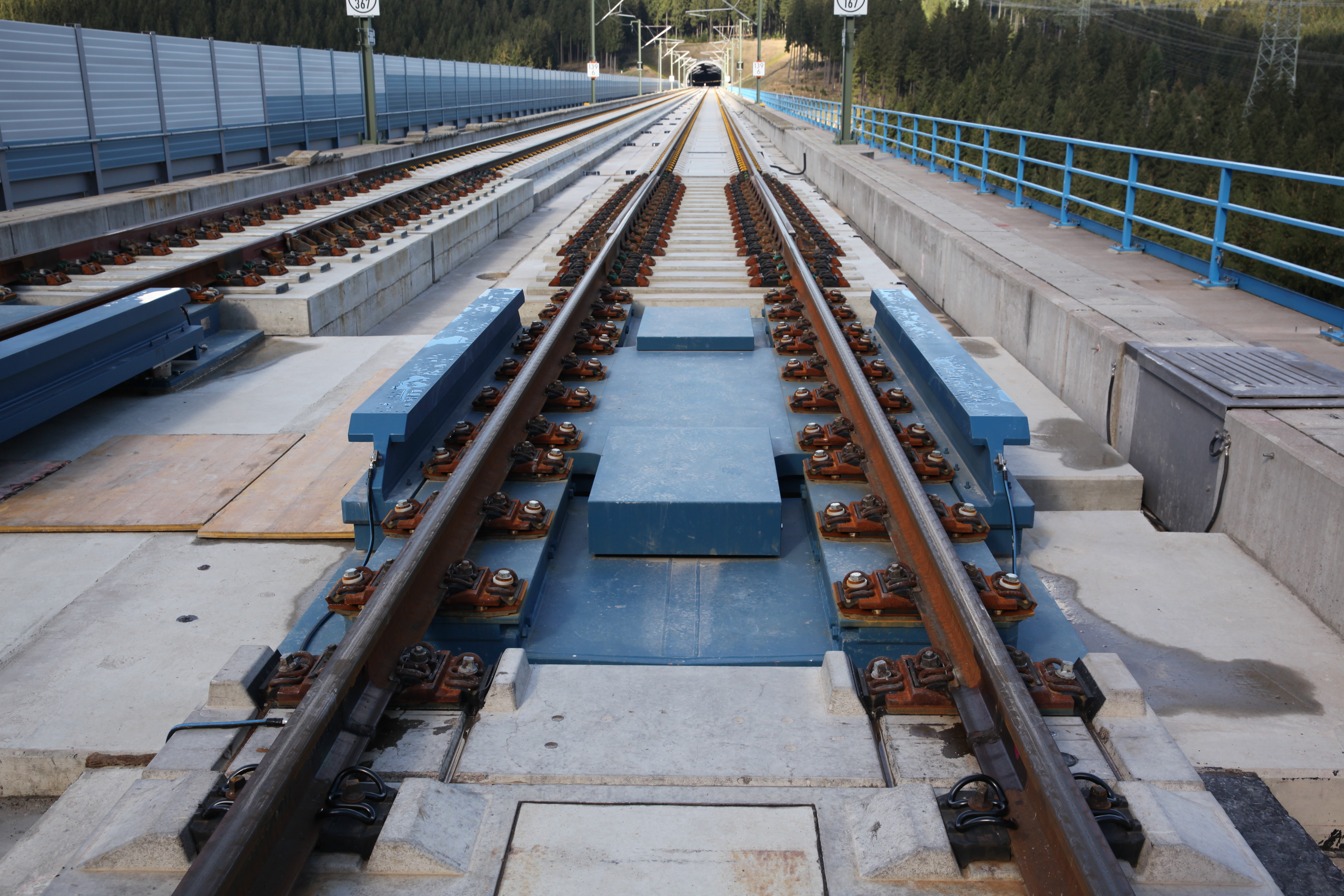
Feste Fahrbahn auf der Oelztalbrücke mit Ausgleichsplatte und Schienenauszug

- Rheinbrücke Hemishofen, Schienenauszug und Fangschienen
- Schienenauszug an einer Eisenbahnbrücke mit LZB-Linienleiter
- Anzeige für die Längenveränderung an einer Eisenbahnbrücke
- Feste Fahrbahn auf der Oelztalbrücke mit Ausgleichsplatte und Schienenauszug